# پسر طوفان
پسر طوفان (انگلیسی: Storm Boy) یک سینمایی استرالیایی درام خانوادگی بر پایه رمان کوتاهی به همین نام نوشته تیل کالین (Colin Thiele) ساخته شده است. فیلمی به کارگردانی شان سیت و ستارگانی چون جفری راش و جای کورتنی.
کتاب پسر توفان توسط کانون پرورش فکری کودکان و نوجوانان در سال 1356 با ترجمه ژاله نی‌داوود منتشر شده بود.
این فیلم بازسازی اثری به همین نام در سال 1976 است.

## خلاصه داستان
پدر و پسری تنها و دور از مردم در ساحل دریا زندگی می کردند مردم به آنها «تام گوشه گیر» و «پسر توفان» می‌گفتند. روزی چهار جوان به منطقه حفاظت زده وارد شدند و با از بین بردن لانه‌ی پلیکان‌ها و کشتن دو پلیکان از آنجا رفتند. پسر توفان که از دور شاهد ماجرا بود، سه بچه پلیکان را که مادر خود را از دست داده بوند به خانه برد. او با کمک پدرش توانست جان پلیکان‌ها را نجات دهد. پس از مدتی به پیشنهاد پدر پلیکان‌ها را به دریا بردند. اما یکی از پلیکان‌ها به نام آقای پرسی‌وال که از آندو کوچکتر بود و به پسر توفان وابسته بود، بازگشت. پدر و پسر به  آقای پرسی‌وال باشعور یاد دادند که پرواز کند و با خود قلاب ماهیگیری را به وسط دریا ببرد که آنها بتوانند صید بهتری داشته باشند. این آموزش در یک روز طوفانی منجر به نجات جان ناخدا و ملوانان یک کشتی شد. ناخدا از پدر پسر توفان خواست تا بگذارد پسرش با هزینه او در مدرسه درس بخواند اما پسر توفان قبول نکرد. سال بعد که آقای پرسی‌وال به‌خاطر برهم زدن شکار غیرمجاز دو شکارچی هدف گلوله‌ آنها قرار گرفت و کشته شد، پسر توفان قبول کرد که به مدرسه برود اما هیئت مدیره به خاطر این واقعه مساحت منطقه حفاظت شده را دوبرابر کردند.